# كأس جمهورية أيرلندا 2015
كأس جمهورية أيرلندا 2015 (بالإنجليزية: 2015 FAI Cup)‏ هو الموسم 92 من كأس جمهورية أيرلندا. أقيم خلال الفترة 24 أبريل 2015 وحتى 8 نوفمبر 2015، وأشرف على تنظيمه اتحاد أيرلندا لكرة القدم، وكان عدد الأندية المشاركة فيه 40، وفاز فيه نادي دوندالك.